# ハンスイェルク・アッシェンヴァルト
ハンスイェルク・アッシェンヴァルト（Hansjörg Aschenwald, 1965年6月28日 - ）は、1980年代後半から1990年代前半にかけて活躍した、オーストリア、チロル州シュヴァーツ出身の元ノルディック複合選手である。1988年カルガリーオリンピックの3x10km団体（ギュンター・サー、クラウス・ズルツェンバッハ）で銅メダルを獲得した。